# Franklin Corwin
Franklin Corwin (* 12. Januar 1818 in Lebanon, Ohio; † 15. Juni 1879 in Peru, Illinois) war ein US-amerikanischer Politiker. Zwischen 1873 und 1875 vertrat er den Bundesstaat Illinois im US-Repräsentantenhaus.

## Werdegang
Franklin Corwin war ein Cousin von Moses Bledso Corwin (1790–1872) und ein Neffe von Thomas Corwin (1794–1865), die beide Kongressabgeordneten waren; letzterer war außerdem US-Senator und Gouverneur von Ohio sowie US-Finanzminister. Corwin genoss eine private Schulausbildung. Nach einem anschließenden Jurastudium und seiner 1839 erfolgten Zulassung als Rechtsanwalt begann er in Wilmington in diesem Beruf zu arbeiten. Gleichzeitig schlug er eine politische Laufbahn ein. In den Jahren 1846 und 1847 war er Abgeordneter im Repräsentantenhaus von Ohio; von 1847 bis 1849 gehörte er dem dortigen Staatssenat an. Im Jahr 1857 zog er nach Peru im Staat Illinois. Er wurde Mitglied der Republikanischen Partei und Abgeordneter sowie Präsident des Repräsentantenhauses von Illinois.
Bei den Kongresswahlen des Jahres 1872 wurde Corwin im siebten Wahlbezirk von Illinois in das US-Repräsentantenhaus in Washington, D.C. gewählt, wo er am 4. März 1873 die Nachfolge von Jesse Hale Moore antrat. Da er im Jahr 1874 nicht bestätigt wurde, konnte er bis zum 3. März 1875 nur eine Legislaturperiode im Kongress absolvieren. Nach dem Ende seiner Zeit im US-Repräsentantenhaus praktizierte Corwin wieder als Anwalt. Er starb am 15. Juni 1879 in Peru.